# Yoko Taro
 (mars 2020).
Si vous disposez d'ouvrages ou d'articles de référence ou si vous connaissez des sites web de qualité traitant du thème abordé ici, merci de compléter l'article en donnant les références utiles à sa vérifiabilité et en les liant à la section « Notes et références ».
Yoko Taro (横尾 太郎, Yokoo Tarō, né le 6 juin 1970 à Nagoya), aussi écrit ヨコオタロウ en japonais et « Taro Yoko » ailleurs dans le monde, est scénariste et concepteur de jeux vidéo. Il a notamment travaillé pour la société Cavia. Il est devenu célèbre pour son travail sur la série de RPG Drakengard et les spins-offs Nier et Nier: Automata.

## Des débuts difficiles
Taro est né à Nagoya et a étudié à l'université de design de Kobe. Bien qu'à l'origine il n'était pas intéressé par une carrière dans le jeu vidéo il travailla pour Namco et Sony avant de rejoindre Cavia où il s'occupa du développement de Drakengard et de son scénario. Il travailla sur les différentes suites de Drakengard jusqu'au rachat de Cavia par AQ Interactive où il décide de devenir indépendant.

## Un style atypique
Taro est devenu connu pour son style non conventionnel de jeux vidéo, entre choix de conception étranges et histoires sombres. L'une des principales caractéristiques de son travail est d'explorer les aspects les plus sombres des êtres humains, comme la raison pour laquelle ils sont entraînés à s’entre-tuer. Il a pour habitude d'écrire ses scénarios en partant de la fin. N'aimant pas être photographié, il porte souvent un masque d'Emil (un personnage de NieR) pour donner des interviews ou présenter ses jeux. Il considère son travail comme étant différent et destiné à des joueurs un peu bizarres.

## Production

### Jeux-vidéo
| Date | Nom du jeu                            | Système de jeu                                              | Fonction occupée                               |
| ---- | ------------------------------------- | ----------------------------------------------------------- | ---------------------------------------------- |
| 1996 | Alpine Racer 2                        | System 22                                                   | background designer                            |
| 1998 | Time Crisis II                        | System 23, PlayStation 2                                    | background designer                            |
| 2000 | Chase The Express                     | PlayStation                                                 | planificateur                                  |
| 2001 | Phase Paradox                         | PlayStation 2                                               | game designer, visual design                   |
| 2003 | Drakengard                            | PlayStation 2                                               | directeur, écriture du scénario                |
| 2005 | Drakengard 2                          | PlayStation 2                                               | éditeur vidéo                                  |
| 2010 | Nier                                  | PlayStation 3, Xbox 360                                     | directeur, écriture du scénario                |
| 2012 | Demon's Score                         | iOS, Android                                                | co-directeur                                   |
| 2013 | Drakengard 3                          | PlayStation 3                                               | directeur créatif, écriture du scénario        |
| 2017 | Nier: Automata                        | Microsoft Windows, PlayStation 4, Xbox One, Nintendo Switch | directeur, écriture du scénario                |
| 2017 | SINoALICE                             | iOS, Android                                                | directeur créatif                              |
| 2019 | Final Fantasy XIV                     | Microsoft Windows, PlayStation 4                            | écriture du scénario de YoRHa: Dark Apocalypse |
| 2020 | Nier Reincarnation                    | iOS, Android                                                | directeur créatif                              |
| 2021 | Nier Replicant ver 1.22474487139      | Microsoft Windows, PlayStation 4, Xbox One                  | directeur, écriture du scénario                |
| 2021 | Voice of Cards: The Isle Dragon Roars | Microsoft Windows, PlayStation 4, Nintendo Switch           | directeur créatif                              |
| 2022 | Voice of Cards: The Forsaken Maiden   | Microsoft Windows, PlayStation 4, Nintendo Switch           | directeur créatif                              |
| 2022 | Voice of Cards: The Beasts of Burden  | Microsoft Windows, PlayStation 4, Nintendo Switch           | directeur créatif                              |
| 2023 | 404 GAME RE:SET                       | iOS, Android                                                | directeur créatif                              |

### Livres et manga
| Date      | Nom | Fonction occupée |
| --------- | --- | ---------------- |
| 2013-2014 | Drag-on Dragoon: Utahime Five | superviseur      |
| 2013-2014 | Drakengard - Destinées Écarlates | superviseur      |
| 2014      | Drag-on Dragoon 3: Story Side | superviseur      |
| 2014-2020 | Kimi Shinitamou Koto Nakare | créateur, auteur |
| 2017      | Shōsetsu NieR: Automata tan i-banashi | auteur           |
| 2018      | NieR:Automata - YoRHa Boys | superviseur      |
| 2020-2021 | NieR:Automata Opération Pearl Harbor | auteur           |
| 2021      | Shōsetsu NieR Replicant ver. 1. 22474487139… “Geshutaruto keikaku kaisō-roku” File 01 | auteur           |
| 2021      | Shōsetsu NieR Replicant ver. 1. 22474487139… “Geshutaruto keikaku kaisō-roku” File 02 | auteur           |
| 2021      | Shinsetsu gēmukurieitā-den (Yoko Taro-hen) \| Cycomi \| Twitter \| \| @cycomi \| \| (ja) 稀代のゲームクリエイター「ヨコオタロウ」の人生がマンガ化!!2月21日より、真説ゲームクリエイター伝 新章「ヨコオタロウ編」連載開始！！ 16/02/2021 | auteur, lui-même |
| Cycomi    | Twitter |                  |
| @cycomi   | |                  |

### Télévision
- NieR:Automata Ver1.1a (2023) – scénariste[6]
- KamiErabi God.app (2023) – créateur[7]